# گروهک (فیلم)
«گروهک» (انگلیسی: The Clique) فیلمی در ژانر کمدی به کارگردانی مایکل لمبک است که در سال ۲۰۰۸ منتشر شد. از بازیگران آن می‌توان به الن مارلو، ونسا مارانو و بریجیت مندلر اشاره کرد.